# Star Trek: Generations
Star Trek: Generations ist ein Ego-Shooter-Computerspiel mit Adventure- und Strategie-Elementen, das lose auf dem Spielfilm Star Trek: Treffen der Generationen basiert. Es wurde 1997 von MicroProse für Microsoft Windows veröffentlicht.

## Handlung
Inhaltlich wurde Anfang und Ende dem Kinofilm entnommen. Dazwischen erlebt der Spieler eigene Abenteuer an neuen Handlungsorten. Dabei gilt es den Wissenschaftler Soran vom Sprengen von Planeten abzuhalten. Dieser möchte die Gravitationsverhältnisse ändern, um Zugang dem Nexus einer Art Nirwana zu erhalten. Entschärft man eine Bombe, so muss dieser seine Planetenzerstörungsserie neu planen. Dabei gilt es, sein nächstes Ziel vorauszuberechnen und ihm zuvorzukommen.

## Spielprinzip
Der Spieler erkundet Raumstationen, Planetenoberflächen und feindliche Schiffe in 3D aus der Ich-Perspektive, wobei er mit einer Übersichtskarte ausgestattet ist. Er kann Gegenstände wie Schlüsselkarten, Feuerlöscher oder Bauteile einsammeln und im größenbeschränkten Inventar mitführen. Gegner können mit einem Phaser betäubt werden. Die Spielfigur ist selbst nicht sterblich, sondern wird bei schlechtem Gesundheitszustand auf die Enterprise gebeamt. Dabei entgehen eventuell Hinweise. Weltraumschlachten werden auf der Brücke ausgetragen, wo der Spieler Kommandos geben kann, die dann von selbst ausgeführt werden.

## Rezeption
Manfred Duy von PC Joker bewertete die Videosequenzen als sehr atmosphärisch. Das Gameplay im Genremix sei eher undurchsichtig. Während in der englischen Fassung die Darsteller selbst einsprachen, wurde für die deutsche Version nicht die Originalsynchronsprecher verpflichtet. Peter Steinlechner von Power Play bemängelte die technische veraltete Grafik und das langsame Lesen von CD-ROM. Die Missionen seien gut designt, aber wirkten im Kontext des Star-Trek-Universums unglaubwürdig. Oliver Menne von PC Games lobte Oberfläche und Steuerung. Unverständnis äußerte er über das Speichersystem. Herbert Aichinger von PC Action ergänzte die eingeschränkte Sicht, lange Ladezeiten und Abschnitte, die unnötig in die Länge gezogen seien. Roland Austinat von PC Player gab sich sehr enttäuscht. Er kritisierte das Spiel aus Sicht eines Trekkies. Das Spiel bleibe hinter der seiner Meinung ebenfalls schwachen Filmvorlage weit zurück. Auch an den interaktiven Film Star Trek: Borg käme Star Trek: Generations qualitativ nicht heran.